# Xavier Masuy
Compléments
Masuy est le cofondateur de la congrégation du 'Bon et Perpétuel Secours'
Xavier Masuy, né le 11 aout 1813 à Gilly (Belgique) et décédé le 25 juillet 1880 à Port-Louis (Maurice),  est un prêtre du diocèse de Tournai, missionnaire  sur l’ile Maurice et cofondateur de l’institut religieux des Sœurs de la charité de Notre Dame du Bon et Perpétuel Secours [BPS].

## Biographie
Né à Gilly le 11 août 1813, Xavier fait partie d’une fratrie dont plusieurs donneront leur vie à Dieu: son frère devient moine trappiste et sa sœur entre également en vie religieuse.
Ordonné prêtre pour le diocèse de Tournai en 1836 l’abbé Masuy est vicaire à Dour puis curé à Rumes (à partir de 1840).  Dans cette dernière paroisse, il accompagne spirituellement la jeune congrégation des sœurs de la Sainte-Union.
Dans le sillage du bienheureux père Laval (parti en 1841) l’abbé Masuy se porte volontaire et part pour l’Île Maurice en 1845. 
Nommé vicaire puis curé de la Cathédrale Saint-Louis, à Port-Louis, l’abbé Masuy se distingue par son éloquence et sa culture. Il est apprécié des fidèles, nombreux à venir l’écouter. Pendant les 35 années qu’il passe à Maurice, il sera un véritable apôtre, à l’image de son directeur spirituel, le père spiritain, Jacques-Désiré Laval. Sa dévotion à la Vierge Marie est proverbiale : elle se répand dans toute l’île. Il institue l’Angélus et le mois de Marie et fonde la paroisse de l’Immaculée-Conception (à Port-Louis). Sous son impulsion naissent des œuvres et des sanctuaires dédiés à la mère du Christ.
Si le souvenir de l’abbé Masuy s’est estompé dans les paroisses de l’ile Maurice il reste vif dans l’histoire de la vie religieuse de l’ile.  Conjointement avec Mère Marie-Augustine, il fonde l’Institut des Sœurs de la charité de Notre Dame du Bon et Perpétuel Secours [BPS]. Cette congrégation religieuse - la seule jamais fondée à l'Île Maurice - aura un développement remarquable et un impact conséquent sur la vie socio-éducative de l’île. En un quart de siècle, elle comprend déjà plus d’une centaine de sœurs mauriciennes réparties en neuf couvents. Comme c’est souvent le cas au XIXe siècle c’est l’abbé Masuy qui rédigera les constitutions de cette congrégation féminine nouvelle et qui se rendra à Rome pour en obtenir l’approbation (1871).
Dans l’Ile Maurice les religieuses - toutes mauriciennes - ouvrent des hospices, des orphelinats, des léproseries, des écoles, etc. Depuis lors elles œuvrent en quatorze pays, dont la Belgique, à Ellezelles où, depuis plus de 125 ans elles dirigent une maison de repos.
Ecrivain prolifique, l’abbé Masuy a laissé des centaines de lettres et documents, dont des carnets de voyage et ses mémoires. Il témoigne ainsi de la réalité de son époque et est une source intéressante pour les historiens. Il meurt à Port-Louis le 25 juillet 1880.